# 近鉄デ61形電気機関車
近鉄デ61形電気機関車（きんてつデ61がたでんききかんしゃ）は、かつて近畿日本鉄道に在籍した電気機関車である。デ61 - 64の4両が存在した。

## 概要
1927年（昭和2年）から1928年（昭和3年）に製造された、大阪鉄道のデキA形1001 - 1004である。車体は三菱造船製、主電動機などの電気品はウェスティングハウス製である。車体は、当時の輸入電気機関車（ボールドウィン製・ウェスティングハウス製など）を参考にしており、凸形である。
大阪鉄道が関西急行電鉄を経て近畿日本鉄道になった際に形式変更され、デ61 - 64に改番する。
1947年（昭和22年）に台車を板ばね・イコライザ式から近畿車輛の台車（DT13）に変更するなど、主要部品は順次交換されていった。
その後は長らく南大阪線・吉野線で運用されていたが、1970年（昭和45年）、1971年（昭和46年）にデ61と62が養老線に転属する。1973年（昭和48年）にはデ63が伊賀線に転属するが、1975年（昭和50年）に元の南大阪線に転属する。
養老線では貨物列車の牽引、南大阪線・吉野線では貨物列車のほか工事車両の牽引を行っていたが、1984年（昭和59年）までに全車が廃車となった。

## 主要諸元
- 全長：10,152 mm
- 全幅：2,678 mm
- 全高：3,970 mm（62, 64は4,017 mm）
- 運転整備重量：35.0 t
- 電気方式：直流 1500 V（架空電車線方式）
- 軸配置：B-B
- 台車形式：棒台枠
- 主電動機：WH576-JF5形(97 kW) × 4基

### 雑誌
- 『鉄道ピクトリアル』
  - 「近畿日本鉄道 特集」『鉄道ピクトリアル』第313号、電気車研究会、1975年11月。